# Orniac
Orniac é uma comuna francesa na região administrativa de Occitânia, no departamento de Lot. Estende-se por uma área de 16,79 km². Em 2010 a comuna tinha 74 habitantes (densidade: 4,4 hab./km²).